# Dezső Faludi
Dezső Faludi (Budapest, 20 de abril de 1939-15 de diciembre de 2015) fue un futbolista húngaro que jugaba en la demarcación de centrocampista.

## Biografía
Debutó como futbolista en 1963 con el Csepel SC, cuando el club estaba recién ascendido a la máxima categoría del fútbol húngaro. Jugó en el equipo durante nueve temporadas, obteniendo como mejor resultado en liga un quinto puesto en 1968. Además disputó la Copa Mitropa, llegando a jugar la final de 1971 contra el NK Čelik Zenica, con un resultado adverso para los húngaros. Finalmente en 1972 se retiró.
Falleció el 15 de diciembre de 2015 a los 76 años de edad.

## Clubes
| Club      | País    | Año         | Partidos | Goles |
| --------- | ------- | ----------- | -------- | ----- |
| Csepel SC | Hungría | 1963 - 1972 | 203      | 9     |